# Matthew Bevilaqua
Matthew Bevilaqua (d. 2000), interpretat de Lillo Brancato Jr., este un personaj fictiv în seria televizată distribuită de HBO, Clanul Soprano. 
După ce devine asociat de-al lui Christopher Moltisanti împreună cu Sean Gismonte, Bevilaqua devine nemulțumit cu statutul său doar de „asociat” al familiei mafiote DiMeo, iar astfel pune la cale o „lovitură” asupra lui Moltisanti împreună cu Gismonte. Astfel în urma unui foc de arme, Moltisanti este grav împușcat reușind totuși să-l ucidă pe Gismonte. Bevilaqua reușește să fugă fiind acum conștient de grava greșeală pe care a făcut-o. Ulterior este găsit și ucis de Tony Soprano și Big Pussy Bonpensiero care îl împușcă de mai multe ori.